# Цэнгэл
Цэнгэл (монг. Цэнгэл) — сомон аймака Баян-Улгий, Монголия.
Центр сомона Хушуут расположен в 80 километрах от Улгий и в 1720 километрах от столицы страны Улан-Батора.
Развита сфера обслуживания, имеются туристические базы, школа, больница.

## Население
Большую часть населения составляют казахи и около 1500 тувинцы.

## География
На юге простираются хребты Монгольского Алтая, горы Хуйтэн (4374 метров), Их Тургэн (3507), Цагаанхайрхан (3628), Битуу (3654), Ундурхайрхан (3941), Цэнгэлхайрхан (3943) и другие. Между гор протекают реки Кобдо-Гол, Цагаан, Харганат, также расположены озёра Хотон, Хурган, много мелких солёных озёр. Водятся аргали, косули, дикие козы, медведи, волки, лисы.
Климат резко континентальный. Средняя температура января −20-25 °C, июня +8-12 °C, среднегодовая норма осадков составляет 280—500 мм.
Имеются запасы железной руды, вольфрама, строительного сырья, драгоценных камней.